# Sedgefield, Africa de Sud
Sedgefield este un oraș din provincia Wes-Kaap, Africa de Sud.